# Тепикин, Сергей Максимович
Сергей Максимович Тепикин — советский хозяйственный и политический деятель.

## Биография
Родился в 1901 году на Нижне-Сергинском заводе. Член КПСС.
Окончил Уральский институт цветных металлов.
В 1935—1940 гг. — начальник смены, начальник плавильного цеха, главный металлург Уфалейского никельзавода.
В 1940—1945 гг. — начальник цеха, в 1945—1952 гг. — главный инженер, в 1952—1962 гг. — директор Орского никелевого комбината.
За разработку и внедрение нового метода очистки никеля как руководитель работы удостоен Сталинской премии за выдающиеся изобретения и коренные усовершенствования методов производственной работы 1948 года.
Умер в 1976 году в Орске.

## Награды
- Орден Ленина
- Орден Трудового Красного Знамени
- Орден Знак Почёта (дважды)